# Grünbach (Gemeinde Waldenstein)
Grünbach (früher auch Grienbach) ist eine Ortschaft und eine Katastralgemeinde der Gemeinde Waldenstein im Bezirk Gmünd in Niederösterreich mit 92 Einwohnern (Stand 1. Jänner 2024).

## Geografie
Der östlich der Landesstraße L69 gelegene Ort liegt nahe am Elexenbach, der im Westen des Ortes vorbeifließt. Durch den Ort führt die Landesstraße L8212. Am 1. April 2020 umfasste die Ortschaft 37 Adressen.

## Siedlungsentwicklung
Zum Jahreswechsel 1979/1980 befanden sich in der Katastralgemeinde Grünbach insgesamt 34 Bauflächen mit 17.061 m² und 24 Gärten auf 6.059 m² und zum Jahreswechsel 1989/1990 waren es ebenso 34 Bauflächen. 1999/2000 war die Zahl der Bauflächen auf 101 angewachsen und 2009/2010 waren es 66 Gebäude auf 108 Bauflächen.

## Geschichte
Die hiesigen Bewohner zählten zur Klasse der Waldbauern und waren nur mittelmäßig bestiftet, schrieb Schweickhardt im 19. Jahrhundert. Sie pflanzten hauptsächlich Korn und Hafer und in geringerem Umfang Weizen, Gerste, Kraut, Rüben, Flachs und Erdäpfel. Im Jahr 1822 wurde der Ort als Dorf mit 20 Häusern genannt, das nach Weißenalbern eingepfarrt war, wohin auch die Kinder eingeschult wurden. Die Herrschaft Engelstein besaß die Ortsobrigkeit und besorgte die Konskription. Die Landgerichtsbarkeit wurde von der Herrschaft Kirchberg am Walde ausgeübt und die Untertanen und Grundholde des Ortes gehörten den Herrschaften Engelstein und Propstei Zwettl.
Laut Adressbuch von Österreich waren im Jahr 1938 in Grünbach ein Gastwirt, ein Schneider, ein Tischler, ein Viktualienhändler und mehrere Landwirte ansässig. Bis zur Eingemeindung nach Waldenstein war der Ort ein Teil der damaligen Gemeinde Weißenalbern.

## Landwirtschaft
Die Katastralgemeinde ist landwirtschaftlich geprägt. 188 Hektar wurden zum Jahreswechsel 1979/1980 landwirtschaftlich genutzt und 64 Hektar waren forstwirtschaftlich geführte Waldflächen. 1999/2000 wurde auf 181 Hektar Landwirtschaft betrieben und 70 Hektar waren als forstwirtschaftlich genutzte Flächen ausgewiesen. Ende 2018 waren 180 Hektar als landwirtschaftliche Flächen genutzt und Forstwirtschaft wurde auf 69 Hektar betrieben. Die durchschnittliche Bodenklimazahl von Grünbach beträgt 24,1 (Stand 2010).